# Інститут астрономії РАН
Інститут астрономії РАН — один із інститутів Відділення фізичних наук Російської академії наук . В даний час розташований у Москві на П'ятницькій вулиці, буд. 48. За радянських часів установа мала назву Астрономічна рада АН СРСР (Астрорада).

## Керівники інституту
- 1937—1939 — В. Г. Фесенков — перший голова Астроради
- 1939—1963 — акад. О. О. Михайлов — голова Астроради
- 1963—1987 — чл.-кор. Е. Р. Мустель — Голова Астроради
- 1987—1990 — акад. О. О. Боярчук — голова Астроради
- 1991—2003 — акад. О. О. Боярчук — перший директор ІНАСАН
- 2003—2016 — чл. -кор. РАН Б. М. Шустов[ru] — директор ІНАСАН
- 2016—2021 — чл. -кор. РАН Д. В. Бісікало[ru] — директор ІНАСАН
- з 30 грудня 2021 — д.ф.-м.н., проф. РАН М. Є. Сачков — в. о. директора ІНАСАН

## Історія
Із пропозицією про створення Астрономічної ради при АН СРСР у 1936 виступили академіки О. Є. Ферсман та В. Г. Фесенков. Цей проект був затверджений Президією Академії наук СРСР 20 грудня 1936 року, і цю дату і прийнято вважати днем створення Астрономічної ради АН СРСР — у майбутньому Інституту астрономії Російської академії наук. У перші роки роботи перед Астрорадою було поставлено завдання координування всіх досліджень у галузі наземної оптичної астрономії. Потім до завдань увійшли такі заходи як постачання в обсерваторії фотоматеріалів та світлоприймачів, представлення астрономів СРСР у МАС, підготовка наукових експозицій в СРСР та за кордоном. Більшу частину радянської доби Астрорада поєднувала дві абсолютно різні за функціями структури — наукову раду та науково-дослідну установу.
Першою власною дослідницькою роботою в Астрораді став «Загальний каталог змінних зір», який МАС доручив скласти 1946 року радянським астрономам. З настанням космічної ери, найважливішим напрямом у роботі Астроради стала тематика спостережень Штучних супутників Землі. В середині 1960-х років Астрорада приступила до створення міжнародної мережі спостережень штучних супутників. До 1975 року в Євразії, Африці та Південній Америці було вже 28 спеціалізованих спостережних пунктів, створених за участю радянських учених. 1958 року Астрорада створила Звенигородську експериментальну станцію, а з 1975 року почала керувати Сімеїзською обсерваторією.
У грудні 1990 року, у зв'язку з широким спектром наукових завдань, що вирішувалися на базі установи, Президія АН СРСР розпорядилася перетворити Астрораду на Інститут астрономії АН СРСР. А 1991 року інститут отримав свою сучасну назву: Інститут астрономії Російської академії наук (ІНАСАН). Але паралельно існує і координаційна рада, яка називається Астрономічна рада РАН.
На честь інституту названий астероїд 9516 Інасан.

## Відділи ІНАСАН
- Відділ фізики та еволюції зір
- Відділ нестаціонарних зір та зоряної спектроскопії
- Відділ фізики зоряних та планетних систем
- Відділ космічної астрометрії
- Відділ космічної геодезії
- Центр астрономічних даних
- Звенигородська обсерваторія[ru]
- Терскольська філія ІНАСАН
- Група програмного забезпечення та обчислювальної техніки

## Бібліотека
В бібліотеці інституту, крім російської, зберігається зарубіжна література XVIII-XXI століть. Основні теми - астрономія, фізика, математика, механіка, науки про Землю, космонавтика та електроніка. Бібліотека нараховує 60 тис. екземплярів, у тому числі 10 тис. книг і 50 тис. періодичних видань.